# هينريتش جاكوب غولشميدت
هينريتش جاكوب غولشميدت (بالبوكمول: Heinrich Jacob Goldschmidt) هو كيميائي وبروفيسور نرويجي، ولد في 12 أبريل 1857 في براغ في التشيك، وتوفي في 20 سبتمبر 1937 في أوسلو في النرويج.